# Jean Paul Van Bendegem
Jean Paul Van Bendegem (Gent, 28 maart 1953) is een Belgische wiskundige, filosoof en emeritus hoogleraar logica en wetenschapsfilosofie aan de Vrije Universiteit Brussel. Hij was tevens decaan van de Faculteit Letteren en Wijsbegeerte aan de VUB van 2005 tot en met 2009 en was deeltijds gastprofessor aan de Universiteit Gent.

## Levensloop
In 1976 behaalde hij aan de Rijksuniversiteit Gent een licentiaat in de wiskunde met een verhandeling over tijdsafhankelijke verzamelingenleer. In 1979 behaalde hij er ook een licentie wijsbegeerte met een verhandeling over catastrofetheorie. Hij doctoreerde in 1983 aan de Gentse universiteit met een verhandeling over eindige, empirische wiskunde.
Zijn onderzoek gaat in de eerste plaats naar de “Grondslagen en filosofie van Wiskunde en Logica”. Meer bepaald verdedigt hij een vorm van strikt finitisme, een strikt eindige opvatting van de wiskunde, waarin geen plaats is voor het oneindige. Door verder te gaan op deze problematiek is hij via de wiskunde en de natuurwetenschappen uiteindelijk bij de religie terechtgekomen. Dit gaf aanleiding tot de publicatie van het boek Tot in der eindigheid, waarin een reeks argumenten - van godsbewijzen tot antropische principes - wordt geanalyseerd met de steeds terugkomende conclusie dat er niets dwingends valt vast te stellen.
Op vlak van levensbeschouwing noemt hij zichzelf, in navolging van wijlen Leo Apostel, "een spiritueel atheïst". Hij is ook een vooraanstaand lid van de Belgische Vrijmetselaarsloge.
Hij bekleedt het hoofdredacteurschap van het kwartaaltijdschrift “Logique et Analyse” en is promotor van diverse doctorale projecten aan het Centrum voor Logica en Wetenschapsfilosofie, waar hij tevens directeur is.
Hij is stichtend lid en ere-voorzitter van SKEPP. Zijn interesse voor de wereld van het paranormale vloeit naar eigen zeggen voort uit zijn belangstelling voor de wetenschapsfilosofie.
In zijn vrije tijd verzorgt hij columns in het weekblad Knack. In oktober 2007 nam hij deel aan het populaire VRT-programma De Slimste Mens ter Wereld. Zijn boek Over wat ik nog wil schrijven behandelt 11 verschillende thema's: film, literatuur, strips, wiskunde, vrijmetselarij, muziek, architectuur, erotiek, porno, religie en Sherlock Holmes. In het achtste seizoen van het satirische programma De Ideale Wereld zetelde Van Bendegem als sidekick van Otto-Jan Ham. In het tv-programma Iedereen Beroemd had hij samen met Ignaas Devisch een wekelijkse rubriek Doordenkers waarin zij een filosofisch antwoord gaven op alledaagse vragen.
Hij geeft vaak lezingen over uiteenlopende thema's. Wiskunde, logica, atheïsme, filosofie, Sherlock Holmes (samen met Vitalski en Johan Braeckman) en humor zijn enkele van de onderwerpen.

## Werken
- Tot in der eindigheid (Hadewijch, Antwerpen, 1997)
- Inleiding tot de moderne logica en wetenschapsfilosofie (VUBPress, 2001)
- Over wat ik nog wil schrijven (Garant, 2009)
- Hamlet en entropie (Academic and Scientific Publishers, 2009)
- Logica (Luster Uitgeverij, 2011)
- De vrolijke atheïst (Houtekiet, Antwerpen, 2012)
- Elke 3 seconden (Houtekiet, Antwerpen, 2014)
- Verdwaalde stad (Houtekiet, Antwerpen, 2017)
- Doordenken over dooddoeners (met Ignaas Devisch. Polis, 2019)
- Wijs, grijs en puber (ASP, 2020)
- Geraas en geruis (Houtekiet, 2022)